# Dečki: roman iz đačkog internata
Dečki: Roman iz đačkog internata je prvi slovenski roman homoerotičnom temom. Roman je napisao France Novšak kad mu je bilo 20 godina. Odlomci su bili prvi put objavljeni u reviji Ljubljanski zvon 1937. godine, a naredne godine sljedilo je i književno izdanje. Prema romanu je bio 1976. godine snimljen film Stanka Josta Dečki.

## Sažetak
16-godišnji Nani Papali preselio se iz Ljubljane u đački dom u Zagreb. Već prvi dan u katoličkom internatu oduševljen je ljepotom tri godine mlađeg učenika, Srbina Zdenka Castellija, koji se smatra za najljepšeg dečka u domu. Unatoč razlikama među dečkima, brzo se stvorila jaka intimna veza među njima.
Nani i Zdenko provode Božić sa Zdenkovom majkom i sestrom u Škofji Loki. Nakon poljupca s Vlastom, Nani dođe do zaključka da je njegov odnos sa Zdenkom samo posljedica neprirodnog i zatvorenog prostora katoličkog internata. Kad to objasni Zdenku, on se ne slaže s time. Njihov razgovor prekida ravnatelj internata koji im zabrani daljnje druženje. Zdenko zapade u depresiju. Nekoliko mjeseci kasnije odluči zaboraviti svoju ljubav prema Naniju. To nije lako i kad se opet za malo poljube, vidi ih ravnatelj. Nani je isključen iz škole. Dečki su opet zajedno na ljetnom odmoru u Bohinju. Tijekom ljeta Nani napiše svoje uspomene na vezu sa Zdenkom. Kad započne nova školska godina, Nani i Zdenko viđaju se sve rjeđe. Nani započne vezu s djevojkom, uskoro se razboli i premine.

## Glavna tema
Glavna tema romana je seksualno probuđenje mladih tijela u katoličkom internatu koji s jedne strane zabranjuje svaku erotiku, a s druge strane izrabljuje dečke. Probuđenje mladih tijela kulminira u gotovo ikoničnoj sceni u kupaonici gdje se Nani i Zdenko dive svojim golim tijelima. Ali kako nazvati vezu i osjećaj među njima? Dečki u Novšakovom romanu pokušavaju vezu i emocije između sebe misliti i opravdati tako da tijela drugih dečki promatraju kroz prizmu heteronormativnosti. Na primjer, kad Nani poljubi Zdenka, on uspoređuje Zdenkove usne s usnama djevojaka i vjeruje da bi izvan institucije vodio heteroseksualan život. Nani i Zdenko su cijelo vrijeme svjesni da je to što se događa između njih zabranjeno. Neizbježna je odluka: prihvatiti društvenu moralu ili osobnu te se ispostaviti konfliktima s društvom? Nakon svih emocionalnih doživljaja tijekom školske godine odluče se prekidati vezu. Prije što odu svatko svojim, heteroseksualnim putem, zajedno provode ljeto. Nani u Bohinju u čast svemu što se dogodilo između njih napiše roman Dečki.

## Izdanja
Do sad su bila izdana tri književna izdanja: 1938. godine (izdavač Satura), 1970. godine (izdavač Mladinska knjiga) i 2016. godine (izdavač Škuc).

## Recepcija
Prva izdanja izazivala su kontroverzne reakcije katoličke crkve i konzervativnih kritičara. U socijalističkoj Jugoslaviji roman je bio gotovo zaboravljen. Literarna kritika ga je uglavnom spomenula samo kao roman o štetnosti katoličkog obrazovanja koja može uzrokovati homoseksualne prakse. Kritika homoseksualnog obrazovanja bila je u svom bistvu homofobna jer je homoseksualnost smatrala kao neželjeni otklon.
Literarni kritičari su u posljednjim desetljećima roman više puta spomenuli kao prvi slovenski roman s homoerotičnom temom. Unatoč tome nije još bilo objavljenih mnogo analiza Novšakovog romana. Jednu od najiscrpnijih analiza obavio je Andrej Zavrl. Isticao je da roman nije išao preko tradicionalnog prikaza homoseksualnosti koji na kraju priče zahtijeva smrt homoseksualnog lika ili njegov početak heteroseksualnog života. Ipak, u Novšakovom romanu ima nekih zametaka afirmativnog pristupa što se tiče prikaza homoseksualnosti. Prema Zavrlu, Novšak ne pristaje potpuno na homoseksualnost kao na fazu koja će proći. Uz to, u romanu nema jasne granice između homo- i heteroeroticizma. Oba se javljaju simultano: u homoerotičnim odnosima javlja se heteroerotizam, a u heteroerotici javljaju se tragovi homoeroticizma. Neobičajan je i završetak romana. Nani umrije prije nego što bi mogao voditi heteroseksualan život za kojeg se odlučio. S druge strane, Zdenkov kraj je više otvoren, ali pokazuje na to da je kasnije počinio samoubojstvo. Novšakovi Dečki tako impliciraju da za neke ljudi homoseksualnost nije samo faza i da za njih heteroseksualan život nije opcija.

## Filmska adaptacija
1977. godine je bio snimljen film Dečki Stanka Josta. Kakogod, ove godine bile su samo dvije projekcije filma. Treća projekcija održala se 2004. godine na Festivalu LGBT filma u Ljubljani.
Erotika između dečki u filmu je prilično eksplicitna. Katolički internat u Zagrebu zamijenjen je sekularnom javnom školom u socijalističkoj Sloveniji. Kraj filma je više otvoren od kraja romana i heteroseksualizacija glavnih lika nije tako evidentna kao u romanu.
-->